# アラブ議会

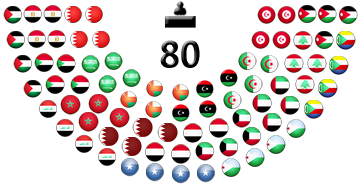
アラブ議会の加盟国の数を示すグラフ

アラブ議会（アラブぎかい、英語: Arab Parliament, アラビア語: البرلمان العربي）は、アラブ連盟の立法府である。

## 概要
アラブ連盟に加盟する21の国、1機構から選出される67名の議員で構成される。またトルコがオブザーバーとして参加している。

## 沿革
2001年のアラブ連盟の首脳会談で、アラブ議会を創設することで合意。アラブ連盟事務局長であるアムル・ムッサに議会開設の決議を提出した。2004年、エジプトのカイロにあるアラブ連盟本部で暫定議会が開催された。
アラブ連盟は現在、議会本部をバグダッドに移転する準備を進めている。
現在の議長は、Ali Salim Al-Daqbasi（クウェート）。